# 国会議員関係政治団体
国会議員関係政治団体（こっかいぎいんかんけいせいじだんたい）とは、政治資金規正法において、国会議員と密接な関係を有する政治団体として、1万円以上の支出の使途の公開、登録政治資金監査人による監査の義務付け、1円以上の領収書の開示が義務づけられる政治団体をいう。以上の規制は、2009年分の政治資金収支報告書から適用される。

## 定義・適用範囲
次に掲げる政治団体で政党・政治資金団体・政策研究団体（いわゆる派閥）を除く。
1. 衆議院議員又は参議院議員に係る公職の候補者（公職の候補者になろうとする者を含む。以下同じ。）が代表者である政治団体（主に資金管理団体、国政選挙に公認候補を擁立する政治団体）
2. 所得税の寄附金控除が受けられる団体のうち、特定の衆議院議員又は参議院議員に係る公職の候補者を推薦し、又は支持することを本来の目的とする政治団体（いわゆる後援会）

以下記述する規制は、政党の支部で、衆議院議員又は参議院議員に係る選挙区の区域又は選挙の行われる区域を単位として設けられるもののうち、衆議院議員又は参議院議員に係る公職の候補者が代表者であるものは、それぞれ一の前項第一号に係る国会議員関係政治団体とみなされて、適用される。

## 1万円超の支出の使途の公開
国会議員関係政治団体の会計責任者は、政治資金収支報告書については、人件費以外の経費で1件1万円を超える支出（通常の政治団体は経常経費以外の支出について5万円以上）について、その明細（支出を受けた者の氏名及び住所並びに支出の目的、金額及び年月日）を記載し、領収書等の写しとあわせて、5月31日（通常の政治団体は3月31日）までに提出しなければならず、総務大臣又は都道府県の選挙管理委員会は11月30日までに提出された政治資金収支報告書及び1万円超の領収書を3年間公表する。

## 登録政治資金監査人による監査の義務付け
国会議員関係政治団体は、あらかじめ、収支報告書、会計帳簿、領収書等について、政治資金適正化委員会が行う政治資金監査に関する研修を修了した登録政治資金監査人（弁護士、公認会計士、税理士）による政治資金監査を受けなければならない。
政治資金監査は、政治資金適正化委員会の作成する指針に基づき、以下の点について監査する。
1. 会計帳簿、明細書、領収書等、領収書等を徴し難かつた支出の明細書等及び振込明細書が保存されていること。
2. 会計帳簿には当該国会議員関係政治団体に係るその年における支出の状況が記載されており、かつ、当該国会議員関係政治団体の会計責任者が当該会計帳簿を備えていること。
3. 政治資金収支報告書は、会計帳簿、明細書、領収書等等を徴し難かつた支出の明細書等及び振込明細書に基づいて支出の状況が表示されていること。
4. 領収書等を徴し難かつた支出の明細書等は、会計帳簿に基づいて記載されていること。

国会議員関係政治団体の会計責任者は、収支報告書を提出するときは、政治資金監査報告書を併せて提出しなければならない。

## 少額領収書等の開示手続
国会議員関係政治団体に関し、1万円以下の領収書等についての開示を何人も請求することができ、その場合は総務大臣又は都道府県の選挙管理委員会に対し請求し、請求があったときから原則10日以内に会計責任者に写しの提出を命じなければならず、会計責任者は命令があった日から原則20日以内に写しの提出をしなければならず、その後原則30日以内に情報公開法で定める不開示情報を除いて開示しなければならない。
開示方法は、閲覧及び写しの交付である。